# Nuevo Valle
Nuevo Valle är en ort i Mexiko.   Den ligger i kommunen Atotonilco el Alto och delstaten Jalisco, i den centrala delen av landet, 400 km väster om huvudstaden Mexico City. Nuevo Valle ligger 1 608 meter över havet och antalet invånare är 706.
Terrängen runt Nuevo Valle är kuperad åt sydost, men åt nordväst är den platt. Runt Nuevo Valle är det ganska tätbefolkat, med 108 invånare per kvadratkilometer. Närmaste större samhälle är Atotonilco el Alto, 12,0 km nordost om Nuevo Valle. I omgivningarna runt Nuevo Valle växer huvudsakligen savannskog.